# Laura Pavel
Laura Pavel (Deva, 19 ottobre 1968) è una scrittrice, saggista, critica letteraria e traduttrice rumena, membro dell’Unione degli Scrittori di Romania.

## Biografia
Tra il 1987 e il 1992 ha frequentato la Facoltà di Lettere dell'Università „Babeş-Bolyai” di Cluj-Napoca. Si è poi perfezionata all' Université libre de Bruxelles (1993), all'Università dell'Indiana, a Bloomington, USA (1997), all'Università di Amsterdam (2000). È dottore di ricerca e professore presso la Facoltà di Teatro e Televisione dell'Università „Babeş-Bolyai” di Cluj-Napoca. È specialista in teoria del dramma, storia del teatro e storia letteraria. Dal 2007 è direttore del Dipartimento di Teatrologia e Mass Media. Ha pubblicato inoltre studi e saggi in Euresis, Synergies Roumanie, Dacoromania litteraria, Caietele Sextil Pușcariu Archiviato il 7 novembre 2017 in Internet Archive., Journal for the Study of Religions and Ideologies,Studia Universitatis „Babeş-Bolyai”, series Dramatica e series Philologia, così come in vari volumi collettivi e in riviste culturali e letterarie romene.

## Volumi pubblicati
- Antimemoriile lui Grobei. Eseu monografic despre opera lui Nicolae Breban [Le antimemorie di Grobei. Saggio monografico sull'opera di Nicolae Breban], Bucarest, Ed. Didactică şi Pedagogică, 1997; seconda edizione rivista e aumentata, Bucarest, Ed. Fundaţiei Culturale Ideea Europeană, 2004.
- Ionesco. Anti-lumea unui sceptic [Ionesco. L'Antimondo di uno scettico], Piteşti, Ed. Paralela 45, 2002.
- Ficţiune şi teatralitate [Finzione e teatralità], Cluj, Ed. Limes, 2003.
- Dumitru Ţepeneag şi canonul literaturii alternative [Dumitru Ţepeneag e il canone della letteratura alternativa], Cluj, Casa Cărţii de Ştiinţă, 2007.
- Dicţionar analitic de opere literare româneşti [Dizionario analitico di opere letterarie romene], vol. I-IV, Cluj, Casa Cărţii de Ştiinţă, 1999-2003; edizione definitiva del 2007 (coautore).
- T(z)ara noastră. Stereotipii şi prejudecăţi [Il nostro paese. Stereotipi e pregiudizi], Bucarest, Institutul Cultural Român, 2006 (coautore).
- Poetica dell'immaginario. Imago 2, a cura di Gisèle Vanhese, Arcavacata di Rende (Cosenza), Centro Editoriale e Librario dell'Università della Calabria, 2010 (coautore).
- Multiculturalismo e multilinguismo / Multiculturalisme et multilinguisme, a cura di Gisèle Vanhese, Quaderni del Dipartimento di Linguistica. Università della Calabria, 25, 2010 (coautore).
- Dumitru Tsepeneag and the Canon of Alternative Literature, translated by Alistair Ian Blyth, Champaign & Dublin & London, Dalkey Archive Press, 2011.
- Dicţionarul cronologic al romanului românesc. 1990-2000, Bucarest, Editura Academiei Române, 2011 (coautore).
- Teatru și identitate. Interpretări pe scena interioară / Theatre and Identity. Interpretations on the Inner Stage, Cluj, Casa Cărții de Știință, 2012, 230 p.
- Ionesco. L'antimondo di uno scettico, traduzione di Maria Luisa Lombardo, Roma, Aracne editrice, 2016, 316 p.
- Dicționarul cronologic al romanului tradus în România. 1990‒2000, Cluj-Napoca, Institutul de Lingvistică și Istorie Literară „Sextil Pușcariu” Archiviato il 7 novembre 2017 in Internet Archive., 2017 (coautore).
- Personaje ale teoriei, ființe ale ficțiunii, Iași, Institutul European, 2021, 338 p.

## Traduzioni
- Melanie Klein, Iubire, vinovăţie, reparaţie [Love, Guilt and Reparation], traduzione dall'inglese in rumeno, in collaborazione, Binghamton & Cluj, Ed. S. Freud, 1994
- Evelyn Underhill, Mistica [Mysticism], traduzione dall'inglese in rumeno, Cluj, Ed. Biblioteca Apostrof, 1995